# خايمي فيلدز
خايمي فيلدز (بالإنجليزية: Jaime Fields)‏ هو لاعب كرة قدم أمريكية أمريكي، ولد في 28 أغسطس 1970 في كومبتون في الولايات المتحدة، وتوفي في 29 أغسطس 1999 في داوني في الولايات المتحدة.

## وصلات خارجية
- خايمي فيلدز على موقع مرجع كرة القدم المحترفة.كوم (الإنجليزية)
- خايمي فيلدز على موقع JustSportsStats.com (الإنجليزية)